# Balázsy Péter
Balázsy Péter (Szombathely, 1986 –) magyar jogász, címzetes egyetemi docens, 2014 novembere óta Vas megye, később Vas vármegye főjegyzője.

## Életpályája
2005-ben érettségizett a szombathelyi Nagy Lajos Gimnáziumban, majd 2011-ben az Eötvös Loránd Tudományegyetem Állam- és Jogtudományi Karán szerzett cum laude minősítésű jogi diplomát. Egyetemi tanulmányai mellett a Mathias Corvinus Collegium Jog szakirányának tagja, ahol 2010-ben kiváló minősítéssel végzett. 2009-ben egy szemesztert a belgiumi Genti Egyetemen töltött, ahol nemzetközi és környezetvédelmi jogi tárgyakat hallgatott és holland nyelvet tanult.
2007-ben az Országgyűlés Önkormányzati és Területfejlesztési Bizottságának gyakornoka, 2008-ban Szabad Európa-gyakornok az Európai Parlamentben. 2009-ben a Polgári Magyarországért Alapítvány ösztöndíjasa. A Európai Unió Tanácsának soros magyar elnöksége alatt az Európai Néppárti Frakció Sajtó és kommunikációs osztályának munkatársa az Európai Parlamentben.
2007 szeptembere és 2010 szeptembere között az ELTE ÁJK Közgazdaságtan Tanszék demonstrátora. 2012 februárja óta a szombathelyi egyetem óraadója, egyetemszervezői és óraadói munkássága elismeréséül 2016 júliusában címzetes egyetemi docens címet kapott az egyetem Szenátusától.
Rövid ideig ügyvédjelölt Budapesten, majd 2012 márciusa és 2014 novembere között a Vas Megyei Kormányhivatal vezetőinek közvetlen munkatársa, e feladatkörében ellátta a szombathelyi gépészmérnökképzést megteremtő Egyeztető Fórum titkári feladatait. 2012 őszén két hónapig Lisszabonban ösztöndíjas a portugál kormány Helyi Önkormányzatok Főigazgatóságán.
2014. november 18-án nevezték ki a Vas Megyei Közgyűlés főjegyzőjévé.
2018 februárjában az Év fiatal vezetőjének választották állami kategóriában.
A 2019-es önkormányzati választásokon ő volt a Fidesz-KDNP szombathelyi polgármester-jelöltje.

## Közéleti szerepvállalása
Egyetemi évei alatt az ELTE jogi kari hallgatói önkormányzatának képviselője, 2006 és 2008 között elnökhelyettese és a Kari Tanács tagja. 
Alapító tagja a 2011 októberében a Nagy Lajos Gimnázium Öregdiák Egyesületnek, melynek titkára.
2015 novemberében egyhangú döntéssel választották meg Vas Megyéért Egyesület elnökének.